# 卡納波利斯 (米納斯吉拉斯州)

卡納波利斯（葡萄牙語：Canapolis）是巴西的城鎮，位於該國東南部，由米納斯吉拉斯州負責管轄，始建於1948年7月14日，面積845平方公里，海拔高度759米，2014年人口11,945，人口密度每平方公里14.13人。